# Jausz Béla
Jausz Béla (Sopron, 1895. február 16. – Budapest, 1974. november 4.) pedagógus, egyetemi tanár, a neveléstudományok kandidátusa, neveléstörténész.

## Életpályája

### A kezdetek
Családja a 18. századtól a Bácska középső és déli részébe utolsók közt betelepedett német eredetű evangélikus család egyike volt. A 19. század második felében jelentős részük már Sopronban élt. A magyar érzelmű polgári életet élő családban a magyart és németet egyaránt beszélték. Az édesapja Jausz Vilmos (1866−1913), az Evangélikus Teológiai Főiskola rendes tanára és az édesanyja Wulsten Emmy (1871−1938); négyen voltak testvérek: három fiú és egy lány. Testvérei: Dezső (1897−1916), aki az I. világháborúban halt hősi halált, Imre (1902−1960) és Emmy (dr. Kiss Jenőné 1898−1971).

### Tanulmányai
Iskolai tanulmányait a soproni evangélikus tanítóképző gyakorló elemi-iskolájában kezdte (1901−1905). Középiskolába az evangélikus líceumba járt (1905−1913) és ott érettségizett (1913). Az 1913/1914-es egyetemi tanévtől kezdődően a Magyar Királyi Tudományegyetemen − az Eötvös József Collegium tagjaként − magyar−német szakon tanult. Sok hasonló életkorú társával egyezőn egyetemi tanulmányait, az I. világháború, majd az azt követő forradalom és a Tanácsköztársaság zavaros intézményi változásai miatt, a megszokottól eltérő időben és módon folytatta illetve fejezte be. A háború kezdetének évétől 37 hónapig harctéri szolgálatot teljesített (1914−1918). Az egyetemi tanulmányait lezáró alapvizsgáját és a tanári alkalmazáshoz elengedhetetlen tanári záróvizsgát 1919-ben tette le a Pázmány Péter Tudományegyetemen. Középiskolai tanári oklevelet csak 1925-ben szerzett a Debreceni Magyar Királyi Középiskolai Tanárképző Intézetben.
A debreceni Tisza István Tudományegyetemen − sikeres doktori vizsgát követően kapott bölcsészdoktori oklevelet (1925). Doktori dolgozatában Johann Christoph Friedrich Schiller (1759−1805) munkásságával foglalkozott és a Tell Vilmos drámában a cselekményt vizsgálta. Fiatal tanári évei alatt a bécsi Collegium Hungaricum ösztöndíjasa volt (1928−1929).

### Középiskolai tanár

#### Akisújszállásigimnáziumban
A Kisújszállási Református Gimnázium  helyettes tanára (1919−1921), rendes tanára (1921−1935).

Kisújszállási évei alatt két szaktárgyat tanított, magyar nyelv-és irodalmat illetve németet. Nagyobb óraszámban tanította a német nyelvet, valamint délutánonként szakköri jelleggel tartott német társalgást. A gimnáziumban töltött évei alatt kezdettől fogva folyamatosan látott el osztályfőnöki teendőket. Az iskola igazgatótanácsának tagja, a Magyar Országos Véderő Egyesület (MOVE) sportegyletének, az Iskolánkívüli Népművelési Bizottság helyi szervezetének a titkára/főtitkára, az Országos Református Tanáregyesület választmányának tagja és az Arany János önképzőkör vezetője volt. Az egyesületek munkájában aktívan vett részt, összejövetelein előadásokat tartott.

Elsőként szervezett cserkészcsapatot a kisújszállási gimnáziumban az 1921/1922-es tanévben. Az ifjúság szervezett keretek közti nevelési lehetőségét látta megvalósulni a cserkészmozgalomban; olyan közösségformáló tevékenységnek tekintette, amely a sokoldalú, harmonikus jellem nevelésének lehetett az eszköze.

1929/1930-as tanévben a gimnázium mellett internátus nyílt. Az intézmény nevelési sajátosságai alakításában, a gyakorlati megvalósulásban jelentős szerepet kaptak Jausznak az előző évben Ausztria és Németország internátusaiban tapasztalt új lehetőségek, módozatok.
„A pályakezdés nehézségeit nagyon is éreztem. Gyakorlat nélkül, mindenfajta pedagógia és pszichológiai elmélet ismerete nélkül cseppentem bele a tanításba, pusztán azokra az emlékekre támaszkodva, amelyeket saját diák- és egyetemi éveim nyújtottak. Egy esztendő után már annyival volt könnyebb a helyzetem, hogy a pedagógiai vizsga anyagának megtanulása mégis csak nyújtott bizonyos elméleti alapokat. Ezek tudatosítottak bennem sok olyan eljárást, amelyet részint ösztönösen, részint pedig − kissé tán furcsán hangzik − katonaéveim tapasztalatai alapján alkalmaztam. [...] hiszen kiskoromtól kezdve érdekelt mindig az emberek sorsa. Így aztán nem volt nehéz átállni az ifjakkal és gyermekekkel való bánásmód fogásaira, hiszen ők is megérezték a feléjük fordulás őszinteségét” 
„Életemnek örökké szép emlékei maradnak azok az órák, amelyeket a pályakezdés ez első nehéz évei alatt és később is [...] a »kunfajta, nagy szemű legény«-kék között töltöttem.” 

#### ADebreceni M. K.  Középiskolai Tanárképző IntézetGyakorló Gimnáziumában
1936. szeptember 22-én nyílt meg a Debreceni Magyar Királyi Középiskolai Tanárképző Intézet Gyakorló Gimnáziuma.  Az újszervezésű, önálló iskola megbízott, majd kinevezett igazgatója (1939) Jausz Béla lett. Személye nem volt ismeretlen a Debreceni Középiskolai Tanárképző Intézet vezetői előtt, hiszen doktori értekezése megvédését követően (1925) középiskolai tanári munkája mellett németnyelvi lektorként folyamatosan tanított a Debreceni Egyetemen, foglalkozásokat tartott a Középiskolai Tanárképző Intézetben, ahová 1935-ben a Vallás-és Közoktatási Miniszter (Hóman Bálint) előadó tanárként nevezte ki.

A gyakorlógimnázium közoktatási szempontból példaértékű, rövid idő alatt országosan is ismert/elismert mintaiskolává, a tanárképzés szempontjából eredményes gyakorlati képzőhellyé és pedagógiai, módszertani műhellyé szerveződött.    

### Azegyetemeken
- A Debreceni Magyar Királyi Tisza István Tudományegyetemen a német nyelv lektora volt. A doktorálását követően, 1925-től, egészen 1944-ig  ezt a munkát a kisújszállási középiskolai tanári feladatok ellátásával, majd 1936-tól a gyakorlógimnázium igazgatói teendőivel együtt végezte. 1935-től 1945-ig az egyetem mellett szervezett Debreceni Magyar Királyi Középiskolai Tanárképző Intézet előadó tanára és 1936-tól az általa vezetett gyakorlógimnáziumban a német-tantárgy vezetőtanára volt. A 2. világháború utolsó hónapjaiban vele történtekről és a Debrecenből Budapestre költözésükről írta később:

 „Gyakorló gimnáziumi munkám 1945-ben megszakadt, mert családi körülményeim miatt Pestre kellett kérnem magamat… A gyakorlógimnáziumot 1944. őszéig vezettem mint kinevezett igazgató. Akkor a kiürítés miatt Pestre vittem feleségemet és gyermeket váró férjezett leányomat. Nyugatra az akkori minisztérium nyomása ellenére sem mentem. 1945 márciusában, amint erre a közlekedés lehetőséget adott, jelentkeztem Debrecenben, ahol júniusban a II. sz. igazoló bizottság igazolt. 1945. augusztus 10-én a minisztérium a Budapesti Középiskolai Tanárképzőintézethez osztott be tanárképzőintézeti tanárként.”  
Budapestre menekülésükre valószínű Debrecennek a hadműveleti területekhez tartozó városok közé sorolását (1944. szeptember 11.) és a lakásuk közvetlen közelében történt bombázást (1944. szeptember 17.) követően került sor. Budapest ostromát a fővárosban élték át. A harcokat követően, ahogy lehetett visszautazott Debrecenbe, és jelentkezett munkahelyén (1945. március 29.). Igazoltatását követően 1945. augusztus 10-ig állt igazgatói alkalmazásban a Debreceni M. Kir. Középiskolai Tanárképző Intézet Gyakorló Gimnáziumában.
- A Budapesti Középiskolai Tanárképző Intézetben előadó tanár volt 1945. augusztus 10-től 1949. szeptember 1-ig, az egyetemek és az egyetemi tanárképzés szocialista átszervezésével együtt a Középiskolai Tanárképző Intézet megszűnéséig. A tanárjelölteknek pedagógiai és lélektani előadásokat tartott, tanári átképzéseket vezetett orosz, angol, ábrázoló geometria, vegytan, közgazdaságtan szakos hallgatóknak. Tagja volt a Budapesti Középiskolai Tanárvizsgáló Bizottságnak.
- A Pázmány Péter Tudományegyetem Tanulmányi Osztályán osztályvezető-helyettes, főelőadó beosztásban dolgozott 1949. szeptember 1-től 1951. szeptember 30-ig. A Pedagógia Tanszék kérésére neveléselméleti, neveléstörténeti előadásokat is tartott a kar nappali és esti tagozatos hallgatóinak.[23] – Az esti tagozatos pedagógia szak indulásától annak levelezővé alakulásáig, 1954-ig oktatta és vizsgáztatta a hallgatókat. Az egyetemeken a szocialista tanárképzési reform rendelkezései megszüntették az egyetemek mellett működő gyakorlóiskolákat és a kari tanulmányi osztályok feladatává tette a tanárképzős hallgatók iskolai gyakorlatainak megszervezését.
- A Kossuth Lajos Tudományegyetemen
  - A Pedagógiai Tanszéken

1951. október 1-jétől 1952. augusztus 31-ig a Közoktatási Minisztérium alkalmazásában és Darvas József miniszter megbízása alapján a debreceni Kossuth Lajos Tudományegyetem Bölcsészettudományi Kar Neveléstudományi Tanszékén megbízott tanszékvezető intézeti tanárként dolgozott.  Pályázat után megválasztott és 1952. szeptember 1-jétől 1957. április 26-ig kinevezett tanszékvezető egyetemi docens. 1957. április 27-től 1967. június 30-ig, nyugdíjazásig, tanszékvezető egyetemi tanár. 
A tanárképzéshez kapcsolódó pedagógia órákat tartott az egyetem mindkét karán. Az előzőekhez képest javult a pedagógia oktatása, a pedagógiai előadások színvonala. Kiváló emberi jellemvonásokkal rendelkező, kiemelkedő előadói stílusú, a gyakorlati pedagógiában jártas szakembernek tartották.
 „…a lehetőség adta keretek között − éppen az a főtörekvésem, hogy ne neveléselméletet, hanem gyakorlati pedagógiát adjak elsősorban. Magam is 25 évig a középiskolai gyakorlat embere voltam. Saját multamat csúfolnám meg, ha nem látnám, hogy a leendő tanárokat csak ezen a vonalon lehet közelebb hozni az egyébként feltétlenül szükséges elméleti síkhoz.”  
Megszervezte a teljesen szétzilált, két évig gazdátlan Pedagógia Tanszék elméleti és gyakorlati teendőit. Sikerült növelnie a tanszéki oktatók létszámát. Vezetésével alapossá vált a tanszék munkája. Irányításával a tanárképzés szakmai, gyakorlati műhelyeként komoly szerepet vállaltak és kaptak az egyetemi tanárképzés átalakításában, fejlesztésében.
 Részt vett az 1956. október 1−6-ig tartott Balatonfüredi Pedagógus Konferencián. Az előre nem tervezett nevelőképzésről tartott vitát – a kérdést leginkább ismerők egyikeként – ő vezette október 2-án este.
Jelentős sikereket értek el a neveléstudományhoz tartalmilag kapcsolható képzési formák, szakok kidolgozásában, majd indításában:
1957/58-as egyetemi tanévben indult
− a pedagógia (pedagógiai előadói) főszakos képzés a magyar vagy történelem tanárszakkal párosítva és
− a népművelés szakos képzés harmadik szakként.
Megszervezték a tanszéken belül külön-külön a pszichológiai és a népművelési csoportot.
- Az egyetem rektora

1957. augusztus 1. és 1959. szeptember 1. között  volt a Kossuth Lajos Tudományegyetem rektora.
Jelentős események, változások rektorsága idején:
- az 1950-es évek elején megszüntetett tanszékek újjászervezése, szakok újraindítása (német; francia; angol; klasszika-filológia; embertan), új szakok indítása;
- a Nyári Egyetem újjászervezése, indulása (1957);
- a doktoráltatás újra indítása;
- a doktori szabályzat kidolgozása;
- a doktoráltatás eljárásmódjának kidolgozása;
- az „első” doktoravatás (1958. április 2.);
- a régi egyetemi hagyományok felélesztése, ápolása;
- ünnepi emlékezés évfordulókról (az egyetem professzorairól);
- az egyetem jelképeket megjelentő tárgyak (gerundiumok, díszláncok, díszruhák) használata, viselése az egyetem ünnepi rendezvényein (az „első” alkalom: 1958. április 2-i doktoravatás);
- a jogi kar mihamarabbi visszaállítását, újra szervezését szorgalmazta; igyekezett kapcsolatot teremteni a Debreceni Orvostudományi Egyetemmel (az univerzitás elv érvényesítése);
- elkészült a Kossuth Lajos Tudományegyetem távlati fejlesztési tervjavaslata;
- jelentős változások történtek az egyetemi tanárképzésben;
- 5 éves lett a képzés (4 év elméleti + 1 év gyakorlati képzés);
- gyakorlóiskola újra szervezése (1958. szeptember 1-től szervezetileg, 1959. január 1-től gazdaságilag az egyetemhez került egy középiskola);
- Tanárképző Tanács megszervezés (a Tanács elnöke a rektor lett);
- Tanárképző Intézet megszervezése.
Jausz Béla rektori kinevezése és tevékenysége az 1956-os forradalom és szabadságharc utáni egyetem életében a Kádár-korszak politikai konszolidációját segítő, átmeneti időszak volt. Az 1959. szeptember 1-jei hatállyal történt felmentése megnyitotta az utat az egyetem vezetésénél, az egyetem életében az állami irányítás erősebb (az 1956 előtti formához hasonló) érvényesítéséhez.

### AMagyar Pedagógiai Társaságban
1967. április 22-én a Magyar Pedagógiai Társaság újjáalakuló közgyűlésén a Társaság megválasztott elnöke lett. Nem véletlen, hogy a Társaság elsőnek olyan személyt emelt elnöki székébe, akiben megvalósulni látta az elmélet és a gyakorlat kapcsolatát. És nem véletlen, hogy Jausz Béla elnöki székfoglalójának önmagát jellemző részletében azok közé sorolja magát, 

„akik a pedagógus-valóság mindennapi, erőt edző munkájában tanultak meg gondolkodni tevékenységük mélyebb értelmén, akik nem szikkadt elmével és unott érzelemmel rótták le az oly sokak szemében egyhangúnak, szürkének látszó napi penzumokat, hanem az élő anyaggal, a gyermekkel, szülőkkel, kollégákkal, emberekkel való munkájukban, ennek a kaleidoszkóp szerűen kavargó pedagógus-életnek jelenségeiben igyekeztek megmagyarázni − a másokon való segítés szent buzgalmában − az eléjük táruló emberi sorsokat, az emberi életet és így legközvetlenebb hivatásbeli feladataikat”
Beszédében a közoktatás és pedagógia jelenvaló és távlati feladatainak hatékonyabb megoldásáért az elméleti és gyakorlati emberek magas szintű együttmunkálkodásáról, elsősorban kísérletező tevékenységéről, a tudományos tájékozódásának fontosságáról és nehézségeiről szólt.
 Elnöki megbízatását megtisztelésként élte meg, s szervező feladatait nagy odaadással haláláig végezte.

### Tudományszervezői és pedagógiai-közéleti tevékenysége
-	az MTA Pedagógiai Tudományos Bizottságának alapító tagja,
-	a Neveléstörténeti Albizottság elnöke (1957−1962),
-	az MTA − TMB Pedagógiai Szakbizottságának tagja (1951−1962), elnöke (1962−1970),
-	a Magyar Pedagógiai Társaság elnöke (1967−1974),
-	az Országos Tanárképző Bizottság tagja,
-	a TIT országos elnökségének tagja,
-	az International Association for the Advancement of Educational Research nevű nemzetközi pedagógiai társaság tagja,
-	a Felsőoktatási Szemle és a Magyar Pedagógia című folyóiratok szerkesztőbizottságának tagja,
-	a Historia Paedagogica és a Folia Historica Paedagogica című nemzetközi folyóiratok szerkesztőbizottságának tagja volt.

### Állami kitüntetései
-	Szocialista Munkáért Érdemérem (1951)
-	Munka Érdemrend arany fokozata

### Családja
Felesége: Török Ilona Lánya: Jausz Judit;   Unokája: Vásáry István akadémikus, diplomata, egyetemi tanár.

### Sírja
Budapest, Farkasréti temető 19/3. parcella 1. sor 17. sír. A sírt a Nemzeti Emlékhely és Kegyeleti Bizottság védetté nyilvánította (2004).

### Emlékezetéhez
„… személyiségének két világháborút átívelő… legnagyobb értéke: generációk  nevelése. Ennek a nevelői tevékenységnek különös vonása, hogy amikor annyian megtorpantak, hitüket vesztették, félreálltak Jausz Béla újra tudta kezdeni. A… legkülönbözőbb posztokon bizonyította be, hogy az igazi pedagógus nem öregszik meg,… az igazi nevelői egyéniség fiatal marad.” 
„…életének és munkásságának egyik kulcsfogalma… a „mérték”… az erkölcsi-eszmei megítélés alapja. …mértéktartás a silánysággal, felszínességgel vagy otromba szélsőségekkel szemben, melyek a történelem és a szakma válságos periódusaiban oly sokszor tolakodtak a viharos XX. században az igazi értékek elé;… mértékadás… iránymutatás… kiolvasható volt minden megnyilvánulásából: a reá bízottakért érzett felelősségtudatból, a környezetét és a hivatás egészét megtisztelő megbecsülésből, az önmagával és másokkal szembeni igényességből. Működése minden színterén… így vált maga is „mértékké”, mert az ő belső erkölcsi parancsai, értékrendjének elemei a tanítványok és munkatársak számára egyaránt példává magasodtak…” 

## Művei, írásai
- Ágoston György − Jausz Béla: Pedagógia. II. A nevelés elmélete. 2. kötet − Egyetemi tankönyv. – Tankönyvkiadó, Budapest, 1964. 174 p.
- A munkára nevelés hazai történetéből. − Az MTA Neveléstörténeti Albizottságának gyűjteménye. − Szerkesztő: Jausz Béla, Faludi Szilárd, Zibolen Endre. – Akadémiai Kiadó, Budapest, 1965. 519 p.
- Jausz Béla: Életemről, munkámról… Pedagógiai Szemle, 1963. 6. szám, 545−555. p.
- Jausz Béla: A drámai cselekmény Schiller „Tell Vilmosában”. − Debreceni Szemle, 1927.

5. szám, 303−307. p. Archiválva 2019. január 20-i dátummal a Wayback Machine-ben
9. szám, 538−550. p. Archiválva 2019. január 20-i dátummal a Wayback Machine-ben
- Jausz Béla: Állami internátusok Ausztriában és Németországban. − A Kisújszállási Református Gimnázium Értesítője, 1928/1929. 3−21. p.
- Jausz Béla:  − Protestáns Tanügyi Szemle, 1932. 133−140. p.
- Jausz Béla: A középiskolai nyelvoktatás két kérdéséhez. – Protestáns Tanügyi Szemle, 1932. 208−212. p.
- Jausz Béla: Az új középiskolai reform és a német nyelvoktatás. − Protestáns Tanügyi Szemle, 1935. 18−23. p.
- Jausz Béla: A gyakorló gimnázium feladatai. − A Debreceni Gyakorló Gimnázium Értesítője, 1936/1937.
- Jausz Béla: Tanárképzés – nemzetvédelem. – In: Emlékkönyv Pap Károly főiskolai (akadémiai és egyetemi) tanári működésének harmincadik évfordulójára – szerk.: Péterffy László − Debrecen, k. ny. 1939. 135−143. p.
- Jausz Béla: Egyetemes neveléstörténet. − Egyetemi jegyzet − Budapest, 1950.
- Jausz Béla: Megjegyzések és javaslatok a gyakorlati tanárképzés kérdéseihez. − Felsőoktatási Szemle, 1953. 7-8. szám, 321−327. p.
- Jausz Béla: A tanárjelöltek tanítási gyakorlatának tanulságai. − Felsőoktatási Szemle, 1956. 7-8. szám, 391−401. p.
- Jausz Béla: Az ötéves tanárképzés feladatai és összefüggései 1. és 2. – Felsőoktatási Szemle, 1957. 4. szám, 197−202. p; 5. szám, 276−282. p.
- Jausz Béla: A szakmódszertani munkaközösségek feladatai. − Felsőoktatási Szemle, 1959. 11. szám, 691−694. p.
- Jausz Béla: A pedagógusképzés néhány kérdéséről. – Pedagógiai Szemle, 1967. 2. szám, 101−111. p.
- Jausz Béla: Maróthi György a magyar nevelésügy egyik jelentős úttörője a XVIII. században. – In Adalékok Beregszászi Pál rajz oskolájának történetéhez. − Közlemények a Kossuth Lajos Tudományegyetem Pedagógiai Intézetéből 4. − Debrecen, 1956. 31−62. p.
- Jausz Béla: Comenius emlékünnepség záróbeszéde − Pedagógiai Szemle, 1958. 10. szám, 1003−1006. p.
- Jausz Béla: Apáczai Csere János. − Pedagógiai Szemle, 1959. 12. 1113−1118. p.
- Jausz Béla: Apáczai jelentősége a magyar nevelés történetében. − Pedagógiai Szemle, 1960. 2. szám, 134−144. p.
- Jausz Béla: Brunszvik Teréz – In: Brunszvik Teréz halálának 100. évfordulója alkalmából tartott emlékülés elnöki megnyitóelőadása − Pedagógiai szemle, 1961. 12. szám, 1111−1112. p.
- Jausz Béla: Brunszvik Teréz pedagógiai munkássága − bevezető tanulmány − Tankönyvkiadó, Budapest, 1962.
- Jausz Béla: A szarvasi nevelőképzés 100 éves fennállásának és a Kemény Gábor halála 15 éves évfordulója alkalmából 1963. szeptember 26-án Szarvason tartott ünnepség bevezető előadása − Magyar pedagógia, 1964. 1. szám, 78−81. p.
- Jausz Béla: Az erkölcsi nevelésnek mint komplex folyamatnak elemzése – In Közlemények a Kossuth Lajos Tudományegyetem Pedagógiai Intézetéből 6. – Debrecen, 1960. 127−137. p.
- Jausz Béla: A tanulók terhelésével kapcsolatban végzett vizsgálatok a debreceni általános és középiskolákban. − Magyar Pedagógia, 1961. 1. szám, 40−56. p.
- Jausz Béla: Az érzelmek nevelésének néhány kérdése. − Pedagógiai Szemle, 1964. 6. szám, 542−556. p.
- Jausz Béla: Rektori tanévnyitó beszéd (Az új tanév elé… közös címmel együtt: Ortutay Gyula – Rados Kornél – Gegesi Kiss Pál –  Sályi István – Mócsy János rektorokkal) − Felsőoktatási Szemle, 1957. szám, 3. szám.
- Jausz Béla: Az új tanév küszöbén (rektori tanévnyitó beszéd). − Felsőoktatási Szemle, 1958. 11. szám, 647−654. p.
- Jausz Béla: Részletek a Kossuth Lajos Tudományegyetem 1958-59. tanévi beszámolójából − Felsőoktatási szemle, 1959. 10. szám, 643−648. p.
- Jausz Béla: Bevezetés a pedagógiai tanulmányok elé. – In: A tudományos munkára való előkészítés mint nevelési tényező. – Közlemények a Kossuth Lajos Tudományegyetem Pedagógiai Intézetéből 8. – Debrecen, 1962. 97−102. p.
- Jausz Béla elnöki székfoglaló beszéde. – In Az új Magyar Pedagógiai Társaság. Az alakuló közgyűlés eseményei. Szerk. Kiss Árpád. − Budapest, 1967; 30 év neveléstudomány és művelődéspolitika. Budapest, 1975;

részletek − Új Pedagógiai Szemle, 1997. 3. szám, 11−16. p.